# Rocas Bar
Las Rocas Bar (en inglés: Bar Rocks) (54°10′S 36°42′O / -54.167, -36.700) son un grupo de rocas bajas que se encuentran cerca de la cabeza de Husvik en la bahía Stromness, Georgia del Sur. Fueron trazadas por el personal de Investigaciones Discovery en 1928 y llamada así debido a que su presencia dificulta o impide que los barcos se acercan a la cabeza de la bahía.